# Elizabeth Madden
Elizabeth Madden (conocida como Beezie Madden; nacida Elizabeth Patton, Milwaukee, 20 de noviembre de 1963) es una jinete estadounidense que compite en la modalidad de salto ecuestre.
Participó en cuatro Juegos Olímpicos de Verano, entre los años 2004 y 2016, obteniendo en total cuatro medallas: oro en Atenas 2004, en la prueba por equipos (junto con Peter Wylde, McLain Ward y Chris Kappler); oro y bronce en Pekín 2008, por equipos (con Laura Kraut, Will Simpson y McLain Ward) e individual, y plata en Río de Janeiro 2016, por equipos (junto con Kent Farrington, Lucy Davis y McLain Ward).
Ganó cuatro medallas en el Campeonato Mundial de Saltos Ecuestres, en los años 2006 y 2014, y cinco medallas en los Juegos Panamericanos entre los años 2003 y 2019.

## Palmarés internacional
| Juegos Olímpicos     | Juegos Olímpicos                | Juegos Olímpicos  | Juegos Olímpicos |
| Año                  | Lugar                           | Medalla           | Categoría        |
| -------------------- | ------------------------------- | ----------------- | ---------------- |
| 2004                 | Atenas (Grecia)                 | Medalla de oro    | Por equipos      |
| 2008                 | Hong Kong (China)               | Medalla de oro    | Por equipos      |
| 2008                 | Hong Kong (China)               | Medalla de bronce | Individual       |
| 2016                 | Río de Janeiro (Brasil)         | Medalla de plata  | Por equipos      |
| Campeonato Mundial   |                                 |                   |                  |
| Año                  | Lugar                           | Medalla           | Categoría        |
| 2006                 | Aquisgrán (Alemania)            | Medalla de plata  | Individual       |
| 2006                 | Aquisgrán (Alemania)            | Medalla de plata  | Por equipos      |
| 2014                 | Caen (Francia)                  | Medalla de bronce | Individual       |
| 2014                 | Caen (Francia)                  | Medalla de bronce | Por equipos      |
| Juegos Panamericanos |                                 |                   |                  |
| Año                  | Lugar                           | Medalla           | Categoría        |
| 2003                 | Santo Domingo (Rep. Dominicana) | Medalla de oro    | Por equipos      |
| 2011                 | Guadalajara (México)            | Medalla de oro    | Por equipos      |
| 2011                 | Guadalajara (México)            | Medalla de plata  | Individual       |
| 2019                 | Lima (Perú)                     | Medalla de bronce | Individual       |
| 2019                 | Lima (Perú)                     | Medalla de bronce | Por equipos      |